# Uhlstädt-Kirchhasel
Uhlstädt-Kirchhasel is een gemeente in de Duitse deelstaat Thüringen, en maakt deel uit van het district Saalfeld-Rudolstadt.
Uhlstädt-Kirchhasel telt 5.642 inwoners.
De volgende plaatsen maken deel uit van de gemeente: Beutelsdorf, Catharinau, Clöswitz, Dorndorf, Engerda, Etzelbach, Großkochberg, Heilingen, Kirchhasel, Kleinkochberg, Kleinkrossen, Kolkwitz, Kuhfraß, Mötzelbach, Naundorf, Neusitz, Niederkrossen, Oberkrossen, Oberhasel, Partschefeld, Röbschütz, Rödelwitz, Rückersdorf, Schloßkulm, Schmieden, Teichweiden, Uhlstädt, Unterhasel, Weißbach, Weißen, Weitersdorf, Zeutsch.
Allendorf ·
Altenbeuthen ·
Bad Blankenburg ·
Bechstedt ·
Cursdorf ·
Deesbach ·
Döschnitz ·
Drognitz ·
Gräfenthal ·
Hohenwarte ·
Katzhütte ·
Kaulsdorf ·
Königsee ·
Lehesten ·
Leutenberg ·
Lichte ·
Meura ·
Piesau ·
Probstzella ·
Rohrbach ·
Rudolstadt ·
Saalfeld/Saale ·
Schwarzatal ·
Schwarzburg ·
Sitzendorf ·
Uhlstädt-Kirchhasel ·
Unterweißbach ·
Unterwellenborn